# Pieve Porto Morone
Pieve Porto Morone ist eine norditalienische Gemeinde (comune) mit 2601 Einwohnern (Stand 31. Dezember 2023) in der Provinz Pavia in der Lombardei. Die Gemeinde liegt etwa 26 Kilometer ostsüdöstlich von Pavia und grenzt unmittelbar an die Provinz Piacenza. Der Po bildet die südliche Gemeindegrenze. 

## Geschichte
Erstmals urkundlich erwähnt wurde die Gemeinde 1164 als Plex Porti Moronus. Im 18. Jahrhundert wurde der heutige Ortsteil Casoni eingemeindet.

## Persönlichkeiten
- Clemente Canepari (1886–1966), Radrennfahrer
- Paolo Magnani (1926–2023), römisch-katholischer Geistlicher, Bischof von Treviso

## Verkehr
Durch die Gemeinde führt die Strada Statale 412 della Valle Tidone von Noverasco nach Varzi.